# Spisak latinskih pravnih termina
Sledi spisak latinskih pravnih termina:

## A
a fortiori -- a posteriori -- apriori -- apriori assumption -- ab extra --actio negatoria --actiones adiecticiae qualitatis --ab initio -- actus reus -- ad colligenda bona -- ad hoc -- ad hominem -- ad idem -- ad infinitum -- ad litem -- ad quod damnum -- ad valorem -- adjournment sine die -- affidavit -- agency -- alter ego -- a mensa et thoro -- amicus curiae -- animus nocendi -- ante -- arguendo --

## B
bona fide -- bona fides -- bona vacantia --

## C
cadit quaestio -- capital -- casus belli -- cause -- caveat -- caveat emptor -- certiorari -- ceteris paribus -- cogitationis poenam nemo patitur -- compos mentis -- conditio sine qua non -- consensus facit legem -- consuetudo pro lege servatur -- contra -- contra bonos mores -- contra legem --Contradictio in adjecto -- contra proferentem -- coram non judice -- corpus -- corpus delicti -- corpus juris -- corpus juris civilis -- corpus juris secundum -- cui bono -- cuius est solum eius est usque ad coelum et ad inferos -- cuius regio, eius religio -- curia advisari vult -- custos morum --

## D
de bonis asportatis -- debellatio -- de bonis non administratis -- de die in diem -- de facto -- de futuro -- de integro -- de iure -- de lege ferenda -- de lege lata --  delegatus non potest delegare  -- de minimis -- de minimis non curat lex -- de mortuis nil nisi bonum -- de novo -- defalcation -- dicta -- dictum -- doli incapax -- domicilium citandi et executandi -- dubia in meliora partem interpretari debent -- duces tecum

## E
ei incumbit probatio qui dicit -- ejusdem generis -- eo nomine -- erga omnes -- ergo -- erratum -- esse -- estoppel -- et al -- et cetera -- et seq -- et uxor -- ex aequo et bono -- ex ante -- ex cathedra -- ex concessis -- ex delicto -- ex facie -- ex gratia -- ex officio -- ex parte -- ex post -- ex post facto -- ex post facto law -- expressio unis est exclusio alterius -- ex proprio motu -- ex rel -- ex turpi causa non oritur actio-- exempli gratia

## F
facio ut des -- facio ut facias -- felo de se -- ferae naturae -- fiat -- fiat justitia ruat caelum -- fiduciary -- fieri facias -- flagrante delicto -- forum conveniens -- forum non conveniens -- functus officio --

## G
gravamen -- guardian ad litem --

## H
habeas corpus --

## I
i.e. -- ibid -- id est -- idem -- ignorantia juris non excusat -- imprimatur -- in absentia -- in camera -- in curia -- In dubio pro reo -- in esse -- in extenso -- in extremis -- in flagrante delicto -- in forma pauperis -- in futoro -- in haec verba -- in lieu -- in limine -- in loco parentis -- in omnibus -- in pari delicto -- in pari materia -- in personam -- in pleno -- in prope persona -- in propria persona -- in re -- in rem -- in situ -- in solidum -- in terrorem -- in terrorem clause -- in toto -- indicia -- infra -- innuendo -- inter alia -- inter arma enim silent leges -- inter rusticos -- inter se -- inter vivos -- -- intra -- intra fauces terra -- intra legem -- intra vires -- ipse dixit -- ipsissima verba -- ipso facto -- Ius quod ad personas pertinet

## J
jura novit curia  (sud poznaje pravo) -- jurat -- juris et de jure -- jus -- jus ad bellum -- jus civile -- jus cogens -- jus commune -- jus gentium -- jus in bello -- jus inter gentes -- jus naturale (prirodno pravo) -- jus primae noctis (pravo prve bračne noći) -- jus sanguines -- jus sanguinis -- jus soli

## L
lacunae -- leges humanae nascuntur, vivunt, moriuntur -- legitime -- lex communis -- lex lata -- lex posterior derogat priori -- lex retro non agit -- lex scripta -- lex specialis derogat legi generali -- liberum veto -- lingua franca -- lis pendens -- locus -- locus delicti -- locus in quo -- locus poenitentiae -- lucidum intervallum

## M
magna carta -- magnum opus -- male fide -- malum in se -- malum prohibitum -- mandamus -- mare clausum -- mare liberum -- mens rea -- modus operandi -- mos pro lege -- motion in limine -- mutatis mutandis --L.S. "locus sigilli." (mesto pečata)

## N
ne exeat -- ne bis in idem -- nemo dat quod non habet -- nemo debet esse iudex in propria -- nemo judex in sua causa -- nemo plus iuris ad alium transferre potest quam ipse habet -- nemo sibi titulum adscribit -- nexus -- nihil -- nil -- nisi -- nisi prius -- nolle prosequi -- nolo contendere -- non bis in idem -- non compos mentis -- non constat -- non est factum -- non faciat malum, ut inde veniat bonum -- non liquet -- non obstante verdicto -- non sequitur -- nota bene -- nulla bona -- nulla poena sine lege -- nullum crimen, nulla poena sine praevia lege poenali -- nunc pro tunc --

## O
obiter dicta is plural; obiter dictum -- onus probandi (teret dokazivanja) -- opinio juris sive necessitatis (svest o pravnoj obaveznosti)

## P
pacta sunt servanda -- par delictum -- parens patriae -- pater familias -- pendente lite (litispendencija) -- per -- per capita -- per contra -- per curiam -- per diem -- per minas -- per pro -- per quod -- per se -- per stirpes -- persona non grata -- posse comitatus -- post mortem -- post mortem auctoris -- praetor peregrinus -- prima facie -- primogeniture -- prius quam exaudias ne iudices -- probatio vincit praesumptionem -- pro bono -- pro bono publico -- pro forma -- pro hac vice -- pro per -- pro rata -- pro se -- pro tanto -- pro tem -- pro tempore -- propria persona

## Q
quaeitur -- quaere -- quantum -- quantum meruit -- quasi -- qui tam action -- quid pro quo -- quid pro quo sexual harassment -- quo ante -- quo warranto -- quoad hoc --

## R
ratio decidendi -- ratio scripta -- rebus sic stantibus -- res -- res judicata -- res gestae -- res ipsa loquitur -- res judicata -- res nullius -- res publica -- res publica christiana -- respondeat superior -- restitutio in integrum --

## S
salus populi est suprema lex -- scandalum magnatum -- scandalum magnum -- scienter -- scintilla -- scire facias -- scire feci -- se defendendo -- semble -- seriatim -- sine die -- sine qua non -- situs -- stare decisis -- sua sponte -- sub judice -- sub modo -- sub nomine -- sub silentio -- subpoena -- subpoena ad testificandum -- subpoena duces tecum -- suggestio falsi -- sui generis -- sui iuris -- sui juris -- suo moto -- supersedeas -- suppressio veri -- supra --

## T
terra nullius -- trial de novo -- trinoda necessitas -- tabula rasa (raza)

## U
uberrima fides -- ultra posse nemo obligatur -- ultra vires -- uno flatu -- uti possidetis -- uxor --

## V
vel non -- veto -- vice versa -- vide -- videlicet -- vis major viz -- volenti non fit injuria -- Vigilantibus non dormientibus aequitas subvenit